# Nässjö (Gemeinde)
Koordinaten: 57° 39′ N, 14° 42′ O

Nässjö ist eine Gemeinde (schwedisch kommun) und wichtiger Eisenbahnknotenpunkt in der schwedischen Provinz Jönköpings län und der historischen Provinz Småland. Der Hauptort der Gemeinde ist Nässjö.

## Geographie
Die Gemeinde liegt wie die Nachbargemeinden Eksjö, Sävsjö und Vetlanda im Småländska höglandet, dem Hochland von Småland, das wiederum Teil des Südschwedischen Hochlandes, Sydsvenska höglandet, ist. Das Gebiet liegt zwischen 200 und 250 Metern hoch. Der höchste Punkt ist Tomtabacken mit einer Höhe von 377 Metern. Er befindet sich etwa 20 Kilometer vom Hauptort entfernt im Südwesten der Gemeinde.

## Geschichte
Die Landgemeinde Nässjö wurde 1952 mit der Stadt Nässjö zusammengelegt und 1971 um die Landgemeinden Norra Sandsjö, Solberga, Forserum und Malmbäck erweitert.

## Orte
Alle diese Orte sind Ortschaften (tätorter):
- Äng
- Anneberg
- Bodafors
- Flisby
- Forserum
- Fredriksdal
- Grimstorp
- Landsbygd
- Nässjö
- Malmbäck
- Solberga
- Stensjön

## Sehenswürdigkeiten
Bei Bodafors befindet sich das Emåns Ekomuseum, welches sich inhaltlich mit der Ökologie und Geschichte des Flusses Emån befasst.